# 混淆品
混淆品（英語：adulterant，或称攙假货）指在食品、肥料、燃料或其它产品中添加掺杂非法、违规、行骗、或不道德的化学物质。掺假成分可以是故意被制造商添加的化学成分，通常用于减轻成本、虚伪质量检验、直接欺骗客户或其它恶意意图。用来毒害的掺杂剂应称毒物。

## 常见的食物掺假
- 三聚氰胺、尿素、 或其它非蛋白氮：用在蛋白产品里来欺骗基本的蛋白检验。
- 水：用来冲淡奶、酒、或其它饮料。
- 高果糖浆：代替或掺杂蜂蜜。
- 二甘醇：被一些酒厂用来增甜葡萄酒。
- 淀粉、植物蛋白：香肠。
- 豌豆、大豆、小麦：掺杂菊苣。（菊苣是法国烹饪中的一种原料）
- 黑麦粉、玉米粉、马铃薯淀粉、明矾：用来代替冲淡昂贵种类的面粉或淀粉。
- 菜油：用来冲淡向日葵油、大豆油、菜籽甾醇。
- 人造黄油或猪油：掺杂黄油
- 烤菊苣根：代替或掺杂咖啡。
- 牛肉膏：将猪肉等制成牛肉样。